# 多迈索
蒙銮卜帕·寧曼赫明（皇家轉寫：Mom Luang Buppha Nimmanhemin，1905年2月17日—1963年1月17日），多以笔名多迈索（皇家轉寫：Dokmai Sot）为人所知，泰国作家。生于贵族家庭，1929年开始发表小说作品，後卒于印度。是泰国现代文学的奠基者之一，其代表作有《她的敌人》、《第一个错误》、《如此世界》等。